# Carolina del Príncipe

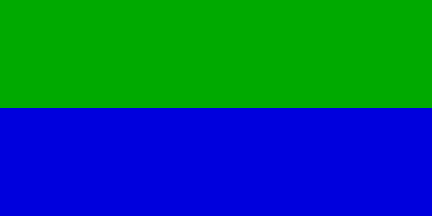
Bandeira de Carolina del Príncipe.

Localização de Carolina del Príncipe, no departamento de Antioquia.

Carolina del Príncipe é uma cidade e município da Colômbia, no departamento de Antioquia. Situa-se a 102 quilômetros de Medellín, a capital do departamento. Apresenta uma área de 200 quilômetros quadrados e sua população, de acordo com o censo de 2002, é formada por 4658 habitantes.